# Schack von Staffeldt
Adolph Wilhelm Schack von Staffeldt (født 28. marts 1769, død 26. december 1826) var dansk guldalderdigter og amtmand. 
Historien om den tyskfødte Schack von Staffeldt er historien om at komme for sent. Mere præcist ét år, som var den tid der gik fra Adam Gottlob Oehlenschläger udgav sin skelsættende digtsamling Digte 1803 (egentligt udgivet ved juletid 1802, men på førsteudgaven står 1803. Dette var et hyppigt brugt kneb til holde litteraturen yngre end den i virkeligheden var) til Staffeldt udgav sin debutsamling Digte 1804. Hvor Oehlenschläger blev dyrket og hyldet som nationaldigter, kom Staffeldt aldrig til at spille den store rolle for samtiden. Hans karriere som digter varer kun fem år, og han udgiver kun to samlinger digte. Det er dog ikke kun tiden, der gør forskellen på Oehlenschläger og Staffeldt. Hvor Oehlenschläger var nationalromantisk, og i sine digte både imiterede folkevisernes måde at skrive på og brugte emner fra den folkelige overtro, var Staffeldt nyplatonist. Han afskyede modpartens begejstring for oldtiden. Hans digte behandler splittelsen mellem jorden og det ideelle rige; det er digterens opgave at forbinde disse to adskilte enheder. Han er derved betydeligt mere radikal med henblik på sit syn på digtningen og digterens rolle, end den af Oehlenschläger.
Et eksempel på nyplatonisme kan ses i hans digt Indvielsen. Her får digteren en anelse af den store ånd der gennemstrømmer naturen. Men lige så hurtigt som anelsen er kommet, er den væk igen, og tilbage står digteren med et livsprojekt om at genopleve denne himmelske tilstand. Det er det, der er digterens opgave hos Staffeldt. Dette er et typisk romantisk træk. Digteren er et geni, en éner, der modtager sin inspiration direkte fra Gud eller det hellige. Hans opgave er at formidle det guddommelige til de "ikke-indviede" (jfr. Indvielsen). Staffeldt bliver ofte patetisk, i ordets gamle forstand, og med sin afstandstagen til den nationalromantik Oehlenschläger praktiserede frasagde han sig også sin mulighed for at blive del af en national massebevægelse.

## Af officersslægt
En ætling af den gamle pommerske adelsslægt Staffeldt, Agatus Ludvig von Staffeldt, gik i midten af det 18. århundrede i dansk militærtjeneste, tog efter nogle års forløb sin afsked som kaptajn, ægtede sin landsmandinde Maria Regina v. Klingen, færdedes en tid lang på rejser, trådte så på ny ind i den danske hær og døde som major på vartpenge 1780, omkring 47 år gammel. Han efterlod sig fire moderløse børn, af hvilke A.W. Staffeldt, født 28. marts 1769 i den lille by Gartz på Rygen, var det næstyngste. Som officerssønner fik de tre brødre adgang til militær uddannelse, og Schack afgik, 17 år gammel, fra kadetakademiet som fændrik i arveprins Frederiks regiment.

## Holgerfejden
På Akademiet havde han haft løjtnant W.H.F. Abrahamson til lærer, bl.a. i historie og dansk. Abrahamson følte en levende forargelse over den tilsidesættelse, der blev det danske sprog til del fra de offentlige myndigheders side endog, ja vel ikke mindst, i selve rigets hovedstad, og hans indtrængende forestillinger om dette misforhold førte til den i dansk militærhistorie hidtil utænkte, for ikke at sige utænkelige, reform, at undervisningen på kadetakademiet i hans fag tillodes ydet på dansk. Der kan ikke være tvivl om, at det var påvirkningen af lærerens patriotiske varme, der tændte hans unge discipels retfærdighedsfølelse i flammer, så at den tysk fødte og tysk opdragne yngling blev en af danskhedens nidkæreste våbenførere, der ligefrem som udfordring satte den forurettedes farver i sit skjold og higede efter lejlighed til at kæmpe for dem. som 20årig løjtnant førte han et sådant slag mod en forløben tysk charlatan Jos. Pallini, hvis færd her i landet gav ham anledning til de voldsomste anfald mod den indvandrede tyskhed. 
| Citat | Er det ikke min Pligt som dansk Mand | Citat |
|       |                                      |       |

 – skriver Staffeldt i sit Fejdeskrift – 
| Citat | at gøre mine Medborgere opmærksomme på den utaknemmelige Slange, de igen gav Liv ved deres ømme Barm? Er det ikke min Pligt at opfordre mine Medborgere til at istemme en Haanlatter, der som en Stormvind kaster Uslingen ud af Landet og truende lyder i Tysklands Dale . . ? Han havde det til fælles med en Del fornemme tyske Embedsmænd her i Landet, at han med stor Behag nød det danske Brød, men med stor Mishag hørte det danske Sprog. | Citat |
|       | |       |

 ganske kort tid efter denne polemiske affære se vi på ny Staffeldt i leding mod tyskeriet i Danmark. I debatten om Jens Baggesens operatekst Holger Danske – den såkaldte "Holgerfejde" – var der fremkommet et anonymt indlæg, betitlet Ausrufungen (af Fru Frederikke Brun). Dets hysteriske patos og dets indtil det latterlige opskruede tyske "Schwung" i stilen stillede det uden for enhver alvorlig diskussion; men den ungdommelig entusiastiske Staffeldt, hvis sproglige form heller ikke var fri for at være noget krampagtig højstemt, fandt sig beføjet til at tage kampen op og udgav, ligeledes anonymt, et skrift Om den Ting kaldet Ausrufungen osv. (1789), i hvilket han retter de skarpeste angreb mod de tyskere, "der aabne sig Veje gjennem de danske og hånsmilende til begge Sider stige op til Landets Isse; mod dem, der altid foretage Sammenligning mellem det Land, de forlod, og det, de tyede til, – for at lade os føle det Offer, de af bare Menneskekærlighed og Begærlighed at ophænge nogle Lamper i vore mørke Hjerneskaller bragte os; mod dem, der ikke erkende, at danske kom dem i Møde med Venlighed og Gæstfrihed; mod dem, der næsvise og kåde tro, hver dansk er et Nødanker for deres Lune og Persiflage; mod dem, der er forvovne nok til at bilde sig ind, at vi endnu skulle takke dem for den Ære, de gøre os, når de på os som på Trapper stige til Vejrs; mod dem, der offentlig tør vove at kalde os en Republik af Abderiter og Idioter" osv.

Det er et påfaldende fænomen, at på samme tidspunkt, da den ægte provinsdanske Baggesen, forkælet af det fine tyske selskab og higende efter større navnkundighed, erklærer at ville søge sig en læsekreds udenlands og fornærmet udbryder: 
| Citat | Qvid mihi cum Danis? Germanus esse volo! | Citat |
|       |                                          |       |

 – ganske på samme tidspunkt ophidser den 5 år yngre Staffeldt sig til en flammende fordømmelse af sine tyske landsmænds færd og slutter sig lidenskabelig til sit danske adoptivfædreland. Men det vil tillige ses, at med hvor megen dygtighed han end har tilegnet sig dets sprog, er dets temperament, dets følelseslivs jævnmål, ham endnu fremmed, og han nåede aldrig i denne henseende at smelte fuldt sammen med det folk, han ønskede at tilhøre. Han manglede en sund naturs rolig hvilende ballast. Fra barndommen af måtte han føle det allersmerteligste savn: 
| Citat | Jeg kan sige, at mit Legeme, men ikke mit Hjerte har haft en Fader og en Moder, | Citat |
|       |                                                                                 |       |

 skriver han en gang til sin ældste broder. I hans fintbyggede legeme boede en ivrig higende sjæl, en altid brændende ånd – en stadig vågen "Begjærlighed efter Overspændeiser og Kolosser", som han selv kalder det, en fast tro på, at "Romandigterne bygge deres Verden af Ideer, – at disse Idéverdener kun ere, så at sige, Oversættelser af den virkelige Verden", som det hedder i skriftet om Pallini. Allerede da dette udkom, havde Staffeldt ladet sine første, ungdommelig umodne danske digte trykke (i ugeskriftet Samleren 1788) og således begyndt den pinefulde vandring mod det uopnåelige mål: at give det medfødte nationale temperaments fineste og sarteste sjælsytringer et fuldt tilsvarende udtryk i en anden nationalitets lyriske sprog.

## Studierejse
Men dette var ikke den eneste indre tvist, der oprev Staffeldts liv. sammen med den nagede uforligeligheden mellem digterkaldet overhovedet og den praktiske virksomhed i statstjenesten, som hans ærgerrighed og hans adelige navn tilskyndede ham til at efterstræbe, endog ad andre veje end den fra først af indslåede, thi militærlivet havde ikke noget særlig tiltrækkende for ham. Han blev 1791 sat i Stand til at foretage en studierejse til Göttingen. Han hørte forelæsninger over arkæologi hos Christian Gottlob Heyne, over kunsthistorie hos Johann Dominik Fiorillo og over statsvidenskab hos den berømte August Ludwig von Schlözer, der udstedte ham et vidnesbyrd som "en ung Mand af fortrinlige Talenter, af utrættelig Videlyst og med allerede erhvervede sjældne Kundskaber". Også med en anden navnkundig professor kom han i berøring: digteren Burger, til hvis "Musen-Almanach" han bidrog med nogle tyske digte, medens han hjemsendte danske til Knud Lyne Rahbeks Minerva. Ved forårstid 1793 kom Staffeldt tilbage til København, hilsende Sjællands kyst med et skønt lyrisk digt: "Sieh, ich komm’ auf rother Wogenbahn; von der Zeitquell’ säuselt Ahnung nieder, ungeborne Zeiten wehn mich an". Til hans hjemmeophold i de følgende 2 1/2 år kender vi ikke stort andet end nogle få digte i danske blade. Sandsynligvis har han, ved siden af at passe sin tjeneste, fortsat de i Göttingen begyndte politiske, kameralistiske og statistiske studier, thi det er åbenbart til en sådan videre uddannelse i statskunst og administration og ikke som digter, at Staffeldt allerede 1795, sandsynligvis ved P.A. Bernstorffs hjælp, fik en ny og efter tidens forhold rigelig rejseunderstøttelse (1000 rigsdaler årlig i tre år). Rejsen gik over Hamborg, Hannover, Berlin og Dresden til Wien, hvor Staffeldt i tre fjerdingår nød den gemytfuld-sanselige kejserstads capuanske velvære. Også i Venedig lod den unge digter sig længe og gerne "fange af disse fremmede Sæder, som, lig Nymfer, om mig danser i lokkende Kor" (digtet Genien). Over Frankrig og Holland gik vejen til hjemmet efter næsten 5 års fraværelse. En på tysk ført dagbog, udgivet længe efter Staffeldts død, giver indblik i hans syssel og vækst i dette tidsrum. Han studerer kunst og statsvidenskab, poesi og kameralistik. Han tiljubler den franske revolution som den så længe kuede menneskeånds befrielse, men forbander den, da han ser den despotisme, hvormed den fuldbyrder sin blodige gerning. Han ringeagter middelalderen og den kristelige kunst; han ligefrem hader den katolske tro som en åndernes fordummelse og uddanner sig en panteistisk lære, der tilfredsstiller hans hang til at dvæle i de rene begrebers region, samtidig med at hans sensuelle natur gør sine stærke krav gældende. Han sætter Friedrich Gottlieb Klopstock højt som digter og underskriver ganske dennes anke mod Goethe: den blindt grebne natur, uden valg og uden forskønnelse. I sine domme lægger han ofte en noget opskruet entusiasme for dagen og i sine udtalelser om andre hyppig en pirrelig selvfølelse, der udspringer af et sygeligt sind og stundom giver sig luft i svidende bitterhed. Hvad endelig hans personlige fremtræden angår, underretter hans franske pas os om, at han er 1,70 meter høj, har blondt hår og øjenbryn, høj pande, blå øjne, stor næse, almindelig mund, rund hage og ovalt ansigt.

## Pressefriheden, Moderen til en ædel Datter: den offentlige Mening
Fra udlandet havde Staffeldt jævnlig hjemsendt indberetninger til regeringen om de undersøgelser, han havde anstillet, de Indtryk, han havde modtaget. I et brev til Bernstorff udtaler han sig om sin politiske anskuelse i det hele. Han ser "Formelen for den bedste Statsforfatning i det ondes Negation, det godes Affirmation", og som det virksomste middel til at forbinde "den monarkiske Styrelses Hurtighed og Eftertryk med Demokratiets Almenaand", anbefaler han "Pressefriheden, Moderen til en ædel Datter: den offentlige Mening". For øvrigt er det hans overbevisning, at "den danske Statsstyrelse i vor Tid forener de fleste Fordele af alle Regeringsformer", og at "ingen anden Stat i Europa kan rose sig af så oplyst, så retfærdig, så velsindet en Regering som den danske. Sandelig, jeg er bleven stolt af mit Fædreland; i Udlandet har jeg lært at kende det." Ved udtalelser som disse – hvis oprigtighed der ikke er fjerneste grund til at betvivle – måtte Staffeldt habilitere sig til den statstjeneste, han attråede, og i januar 1801 blev han da udnævnt til ekstraordinær assessor i økonomi- og kommercekollegiet; et års tid efter fulgte kammerjunkertitelen. Sin afsked fra hæren fik han først i maj 1802, men han var året i forvejen indtrådt som kaptajn i studenterkorpset. Hans embedsgerning – uden bureau og uden noget bestemt tildelt fag – har næppe været betydelig af omfang, endsige af indflydelse, og hans nervøst utålmodige natur har sikkert haft ondt ved at falde til ro i den. Ved nytårstid 1807 forlod han København og rejste til en af sine brødre i Holsten. Her kom han i forbindelse med kronprinsregentens hof i Kiel og opnåede ansættelse som kavallér hos den sindssvage hertug af Oldenborg, der under kongen af Danmarks formynderskab levede på slottet i Pløen. Kort efter, i april 1808, ombyttede han imidlertid denne plads med den ønskeligere og behageligere stilling som opvartende kammerjunker hos dronningen, der endnu i længere tid opholdt sig på slottet i Kiel. Embedet som assessor i økonomi- og kommercekollegiet synes han dog samtidig at have bibeholdt, og tilbagegangen fra hoflivet til statsadministrationen var således formidlet, om han skulle ønske den. Og dette indtraf snart. Hvad enten grunden må søges i en ulykkelig forelskelse, om hvilken fjerne frasagn melde – dunkle og utilstrækkelige som de fleste biografiske data om Staffeldt –, eller hans ærgerrighed stræbte ud mod større virkefelter: nok er det, Staffeldt søgte embede på ny og udnævntes 1810 til amtmand i Cismar, en dårlig lønnet post, der gerne betragtedes kun som gennemgangsled til anseligere stillinger. Staffeldt, der synes altid at have haft gode forbindelser og virksom protektion, gik snart over til en af disse, da han 3 år efter (1813) blev udnævnt til amtmand over det store Gottorp amt og tillige til overdirektør i staden Slesvig.

## Digte
Men mellem assessoren og amtmanden ligger den ydelse, som nu ene er knyttet til Staffeldts navn og har bevaret det i historien: hans digtning. Efter hjemkomsten fra den store udenlandsrejse havde han meddelt et og andet digt i tidsskrifter og nytårsgaver, bl.a. også i den af Adam Oehlenschläger udgivne Siofna 1802. I samme års december udkom imidlertid det berømte bind Digte af Adam Oehlenschläger (med Den frembrydende Vår, Hakon Jarls Død, Løveridderen, St. Hansaften-Spil og anden vidunderlig poesi), der som en pludselig åbenbaring, som en himmelfalden fane satte skel mellem den gamle og den nye verden. På hvilken side af skellet står nu jeg? Måtte Staffeldt vel i overrumplingens øjeblik spørge sig selv. Hans digtning havde ubestridelig bragt noget ganske andet, både i tankeindhold og sprogform, end det afdøde århundrede havde kendt, – også noget andet og modnere og dybere, end hvad den 10 år yngre Oehlenschläger hidtil havde ladet se lyset. Han tilhørte som denne en ny tid, men det nye, han bragte, var ikke det samme og bragtes ikke på samme måde som medbejlerens. Ville der være plads til det og øre for det i det af denne erobrede land? som for at få dette spørgsmål besvaret og ikke ved passivitet og tavshed lade sig sejle agter ud udgav Staffeldt næsten på årsdagen for Oehlenschlägers samling et bind Digte (434 Sider). Det indeholder lutter hidtil utrykte ting, i alt 58 digte, og det forsikres i en efterskrift, at de på 6 nær alle er udarbejdede inden året 1800. Hvor meget man end er forpligtet til at tro en adelsmand på hans ord, strider denne forsikring dog mod al kritisk opfattelse. der kan for en æstetisk bedømmelse af digtsamlingen ikke være tvivl om, at dens første halvdel, balladerne og romancerne, er fremkommen under påvirkning af Oehlenschlägers forudgående digtsamling ganske særlig gælder dette for de nordiske emners vedkommende. Ingen sinde tidligere havde Staffeldt behandlet et nordisk oldtids- eller middelaldersmotiv i romantisk ånd, – og nu møder det ene frem efter det andet. man kunne tænke sig, at den poetiske luft på det givne tidspunkt – omkring 1801 – havde været svanger med dette digteriske stof, og at det omtrent samtidig havde udladt sig gennem to indbyrdes uafhængige ledere; men sagen er den, at ikke alene emnernes udformning, men endog versbygning og enkelte sproglige vendinger havde en så oehlenschlägersk karakter, at den eneste naturlige forklaring på overensstemmelsen bliver den ganske simple, at den forudgående digter har påvirket efterfølgeren. Der ligger heri intet beskæmmende for Staffeldt, så lidt som digterskaren efter Oehlenschläger nogen sinde har tænkt på at fornægte påvirkningen af den store nyskaber. Staffeldt er ikke mindre end guldalderens andre skjalde en digter med egen personlighed og selvstændigt præg, og i hans første digtsamling findes poesier, der høre til litteraturens bedste: Troubadouren, Et År i Padua, Den græske Blomsterpige, Den hellige Therese, Trende Nætter, Snedkeren og hans Drenge i Pestens Tid, Kongen af Tyrus og Tiggersken af bogens første og større halvdel, Kunstnerlængsel, I Høsten, Under Lillas Vinduer, Blomsten, I Canovas Værksted, Digterbekjendelse af dens anden, lyriske del. Navnlig her står Staffeldt ganske på egen grund. den modne mands tankedybde og begrebsstyrke i disse digte kunne den 24årige yngling ikke have rivaliseret med; men dette vilde da heller ikke let være faldet ham ind, thi han besad, hvad bedre var: livets frodige natur, der overgår al spekulation, følelsens og fantasiens varme strøm, som befrugter langt fyldigere end begrebets klare og kølige væld. Skulle her tales om nogen væddekamp, så var og blev Oehlenschläger sejrherre. Fra første færd af mødtes begge digtere af den gamle tids vrantne kritik, men da Oehlenschläger snart vandt en begejstret ungdom for sig, kunne heller ikke dens hjerte banke i takt med staffeldts digtning. Hvor rige og skønne danske vers han end havde skrevet, kunne der dog pludselig møde en grel germanisme, der ødelagde harmonien, og – hvad værre var – hele ånden i denne den mystiske abstraktions og den svimlende entusiasmes poesi føltes som udansk i sammenligning med Oehlenschlägers nationalromantik.

## Nye Digte
Sin anden og sidste digtsamling udgav Staffeldt 1808 i Kiel: Nye Digte. Han indtager i Fortalen et Særstandpunkt i stolt Ensomhed og erklærer sig uafhængig af Tidens Smag og Døgnets Meninger. Digtene – siger han – kunne stå uden dem og falde med dem; "de ville, efter hint Platons Udtryk, leve efter Ideer og tage følgelig af sig selv deres Plads, bidragende ikke blot til Mængden, men også til Mangfoldigheden i Fædrelandets skønne Litteratur". Har man tidligere bebrejdet hans poesi dunkelhed i tanke og udtryk, da ser han sig ikke i stand til at lægge sig denne anke på sinde: "han kan ikke udtale det uudtalelige, ikke måle det umålelige, ikke begribe det ubegribelige; han skuer, føler, aner og stammer, ikke rindende nogen anden Form til Anskuelse og Tilegnelse af det hellige end Mysticisme". Samlingens indhold fornægter ikke denne kunstteori, hvor det stræber at omsætte de højeste filosofiske ideer – særlig fra den schellingske naturfilosofis område – i det lyriske billedsprog. Men mange af digtene have fastere legeme, og adskillige høre til vor poesis bedste: Roserne, Til den natlige Sangerinde, Forvandlingerne, Aftenrøden, Camoens, Den unge Digters Klage, Trækfuglen, Vahls Død, Til en ung Digter, Tiderne, Jomfruen og Guden samt en række sonetter, de fleste fra rejsetiden; Staffeldt er den første, der på dansk slog igennem med denne vanskelige strofe, selvom både Kingo og Peder Syv havde benyttet den inden. Tyske sprogpletter forekomme også i denne samling og bidrog deres til at stille den lige så fjernt uden for den almindelige litterære interesse som forgængeren. At Staffeldt måtte føle sig skuffet og krænket ved en sådan tilsidesættelse, er forståeligt nok. Han kunne ikke dele glæden over den unge mesters strålende fremgang og tilkendegav Baggesen sin sympati med hans kritik, men i selve polemikken tog han ikke del. Et enkelt digt lod han trykke nu og da, men rugede vel mest over mørke tanker som dem, han har givet udtryk i sine digte, når han siger, at "ingen knytter Billedet til Tingen, ingen Idealet til dets Præg", eller "Forbandelse ved Digterkransen klæber", – og "for vidt og bristende udspændte sig mit Livs for kunstig spundne Tråd".

## Tidlig død
Tidlig ældedes Staffeldt under denne modgang, der gnavede på hans sensible sind og undergravede hans spinkle legeme. Just Mathias Thiele, der så ham 1815, fortæller, at han da, kun 46 år gammel, gjorde indtryk af "en udbrændt Vulkan, en Askehob efter et dejligt Baal". Hans embedsforretningers mængde overvældede ham: "8 til 9000 Sager om Året, og hvilke Sager!" skriver han. Hans omgang var sparsom, hans venner ingen. Ensom i sin store embedsbolig skal han stundom, ligesom grubleren Søren Kierkegaard, have ladet tænde lys i alle værelser for at gennemvandre dem i triste tanker over et liv, der så lidet havde bragt ham, hvad han havde håbet og ønsket. Den hypokondre stemning havde ham i sin vold, så han frygtede for, det skulle ende med vanvid. Til hans nervelidelser sluttede sig en uhelbredelig underlivssygdom, som han forgæves søgte hjælp for. Efter et lægebesøg i Kiel kom han i høsten 1826 tilbage til Slesvig; hans tilstand forværredes, og 26. december døde han efter tre dages næsten bevidstløs henliggen, kun omgiven af udeltagende tjenestefolk.

## Mindeord
En af de få, der havde stået Staffeldt personlig nær, den senere regeringsråd i Slesvig, etatsråd Engel, siger om hans senere levetid, at han da, i modsætning til sin sædvanlige ironiseren, kunne vise sig mere mild og elskværdig; "man erfarede da, at han mangen Gang fortrød sine bitre Udtryk og søgte Forsoning; og ved sådanne Lejligheder kunne endog hans Øjne svømme i Tårer. Ikke des mindre ytrede der sig i Regelen noget dæmonisk i hans hele ydre Væsen, og selv i hans bedste Timer syntes det, som om han ikke handlede med Frihed, men dreven af højere, skjulte Magter." Amtets bønder kaldte ham "de dolle Staffeldt".

## Eftertidens syn på Staffeldt
I sin afhandling om lyrisk poesi (1843) påviser Heiberg, at den danske lyrik, som hos Ewald åbenbarede sig i sin første, umiddelbare absoluthed, men som derpå hos Baggesen gennemgik refleksionens og skepticismens skærsild, hos Staffeldt vendte tilbage igen til sit absolutte udspring, beriget med de resultater, som den havde vundet på sin gennemgang. Heiberg erklærede Staffeldt for "Danmarks største Lyriker; ja selv uden for Danmark, hvo vil gøre ham rangen stridig?" og senere har Georg Brandes (1882) værdsat Staffeldts digtning og tildelt den en høj rang. – En samlet udgave af digtene udkom 1843 i to tykke bind, hvilket F.L. Liebenberg sørgede for, og efterfulgtes af bidrag til hans levnedsbeskrivelse samt af C. Molbechs (sikkert Christian Molbech) biografiske udkast. Et udvalg af digtene udgav Liebenberg 1854 og 1882.